# Lozoya (Hiszpania)
Lozoya – miejscowość w Hiszpanii we wspólnocie autonomicznej Madryt, nad rzeką o tej samej nazwie, 85 km od Madrytu. Ze względu na bogatą różnorodność krajobrazu rozwija się tutaj agroturystyka i chów zwierząt. 